# صيد السمك في فلسطين

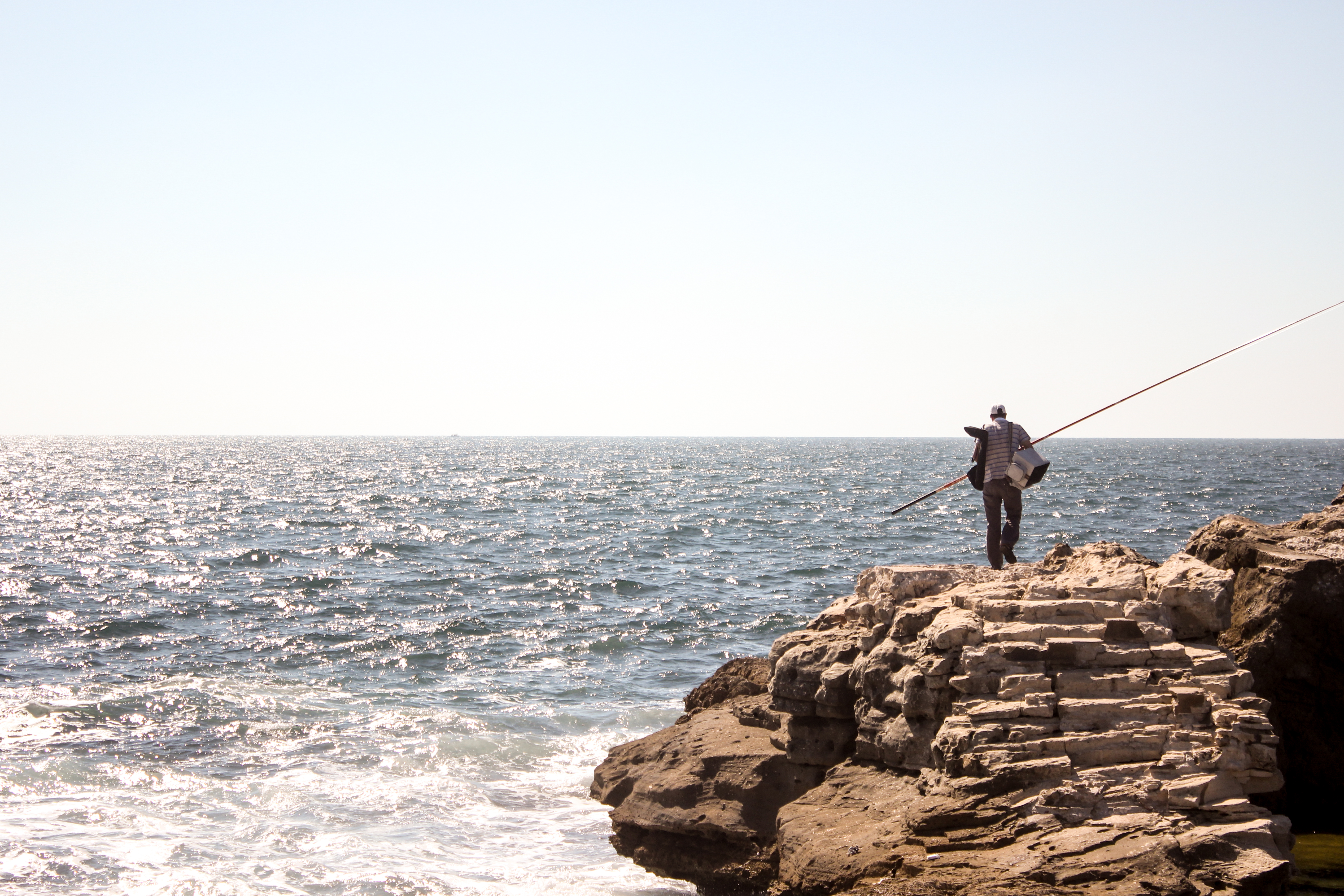

صيد السمك في فلسطين عادة متبعة منذ سنوات طويلة. يعتبر الصيد من هي أحد أكثر أشكال الترويح انتشارًا، وهي إحدى أكثر أشكال الرياضات التي تتطلب صبرًا طويلًا. حيث يقوم بعض الأناس بصيد السمك باستخدام عصي بسيطة وتقليدية من الخيزران ويستخدم غيرهم قصبات قابلة للتمديد أو قصبات من 3 أجزاء و تكون مصنوعة إما من ألياف الزجاج أو من الكاربون. يستخدم سبيب مصنوع من النايلون أو خيط عبارة عن ضفيرة ومعدات إضافية تتطلب مهارات أكبر لاستخدامها.

## صناعة صيد السمك في فلسطين قبل 1948
يبلغ عدد صيادى السمك في فلسطين ألفى شخص تقريبا، ومعظمهم يسكن في المدن والقرى القائمة على ساحل البحر المتوسط .
ويعيش طائفة اخر منهم، ويزاول مهنتة حول بحيرة طبريا . وأهم مناصب صيد السمك هي الزيب وعكا وحيفا والطنطورة و وقيسارية ويافا وتل أبيب والجورة وغزة .
أيضا تعمل بضع سفن للصيد في حيفا، تل أبيب، يافا، لكن معظم عمل هذه السفن ينحصر في المناطق القريبة من الشاطئ، بحيث لا يتعدى ضربها في عرض البحر أكثر من أربعة أميال إلى خمسة أميال.
والسفن المستعملة في هذه الصناعة، سفن خشبية مفتوحة من السنابك والقوارب، التي لا يتجاوز طولها الستة أمتار وثمانون في المئة من محترفي هذه الصناعة هم من العرب.

## طرق صيد السمك
طرق الصيد المستعملة في فلسطين عديدة متابينة ومنها:
- الصيد بإلقاء الشرك (الطعم).[2]
- طريقة مصيدة السمك.[2]
- الصيد بالتفجير.[2]
- الصيد بالسيانيد.[2]

- طريقة الصيد البلاجيّ بالمياه الوسطى.[2]

هذه الطرق الأربعة تكاد تكون من مميزات صناعة صيد السمك في عكا والطنطورة وتقوم الحكومة بمهمتين رئيسيتين بالنسبة إلى صناعة صيد الأسماك، وهي تشجيع هذه الصناعة من جهة، ومراقبتها من جهة لأخرى.
أما التشجيع فيقوم على وسائل وطرق متعددة . فهي مثلا تعرض للصيادين قوارب الصيد التي تسير بقوة البخار، لكي يتعلم الصيادون الذين يزاولون أعمالهم على مقربة من الشواطئ، فائدة القوارب الذين يزاولون أعمالهم على مقربة من الشواطئ، فائدة القوارب البخاريه، من حيث السرعة وتغلب على تقلبات الأحوال الجوية .

## مهمة الحكومة
مهمة الحكومة في الصيد هي مراقبة المصايد، والأشراف عليها وهو أمر حيوي، مع أن الكثير من الصيادين لا يقدرون هذه الجهود ولا يفقهون أهميتها، ويرون فيها تدخلا لا مبرر له.
والحكومة تبذل جهودا في حماية الأسماك من الأنقراض، والأذى وهي تتبع لتحقيق هذا الغرض .
طريقتين رئيسيتين تطبيق كليهما صعب:
- الطريقة الأولى :هي حماية الأسماك من الأنقراض فهي وضع حد قانوني أدنى لحجوم (عيون) الشبكة أو فتحاتها، وتعيين حد قانوني أدنى لحجوم الأسماك المسموح بصيدها وعرضها في الأسواق . وهذه الطريقة تسمح لللأسماك الصغيرة، التي لم تكبر بعد، بأن تكبر وتترعرع.
- الطريقة الثانية: القضاء على طريقة الصيد بواسطة المواد المتفجرة، طريقة عميقة سيئة . تنطوى على شر كبير، ولولا قصر النظر عند بعض الصيادين لعرفوا ما تنطوى عليه من ضرر.

## طالع أيضًا
- عكا.
- الزيب.
- حيفا.
- قيسارية.
- يافا.
- تل أبيب.
- صيد السمك.